# 큰까치수염
큰까치수염은 앵초과에 속하는 여러해살이풀이다.
한국 원산으로 한국, 중국, 일본, 러시아 극동부에 퍼져 있다. 다 자라면 높이가 50~100 센티미터에 이른다. 잎은 어긋나고 폭이 약간 넓은 바소꼴이며 길이 6~14 센티미터, 너비 2~5 센티미터로 까치수염보다 너비가 넓다. 줄기는 곧게 서는데 붉은색을 띠고 까치수염에 비해 흰 털이 덜 나서 구별의 기준이 된다. 꽃은 6~7월에 피는데, 줄기 끝에서 길이 10~20 센티미터 정도의 총상꽃차례에 흰색 꽃이 모여 달린다. 열매는 삭과로 둥근데 8월에 여문다.

## 사진

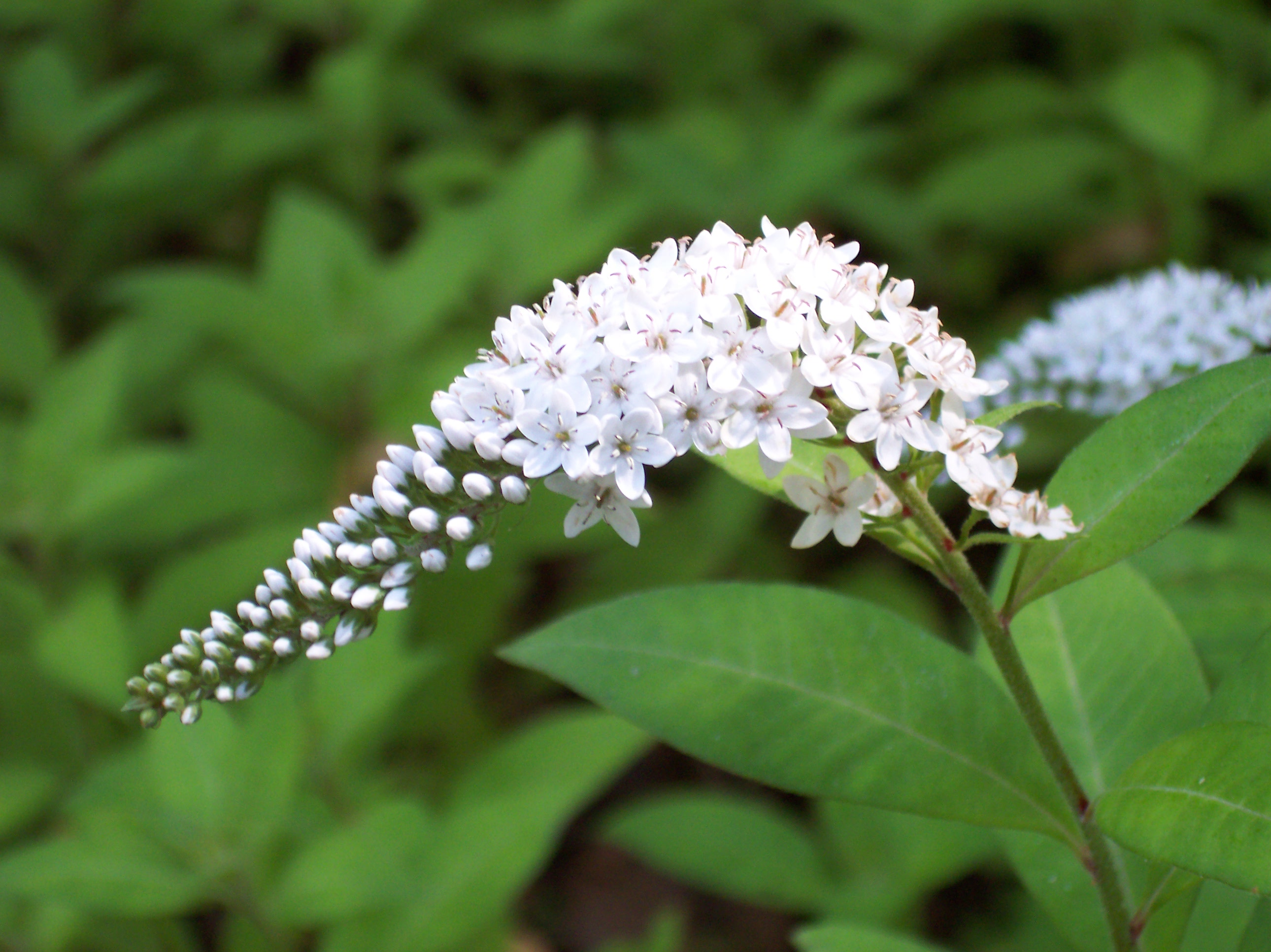
꽃
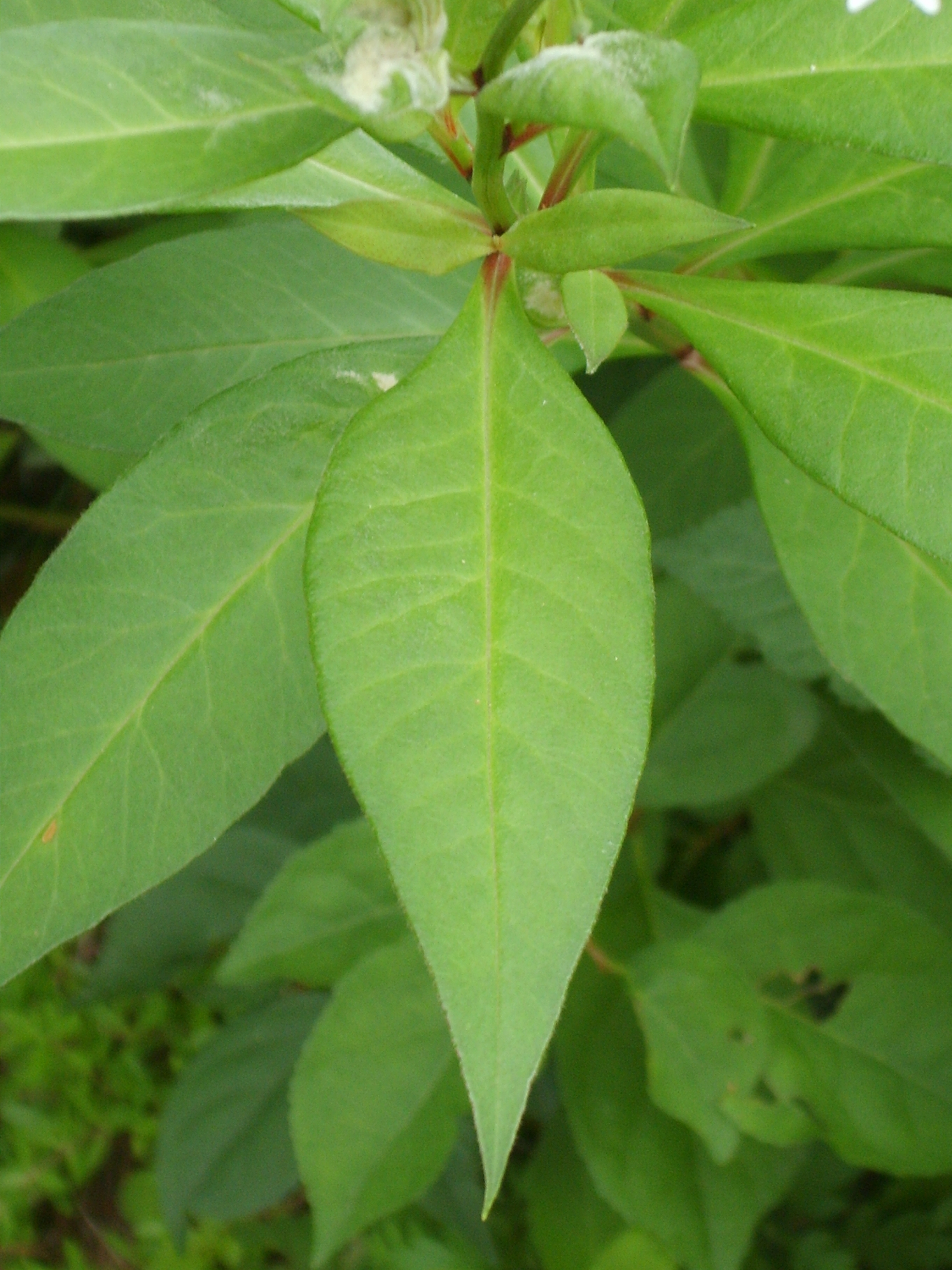
잎
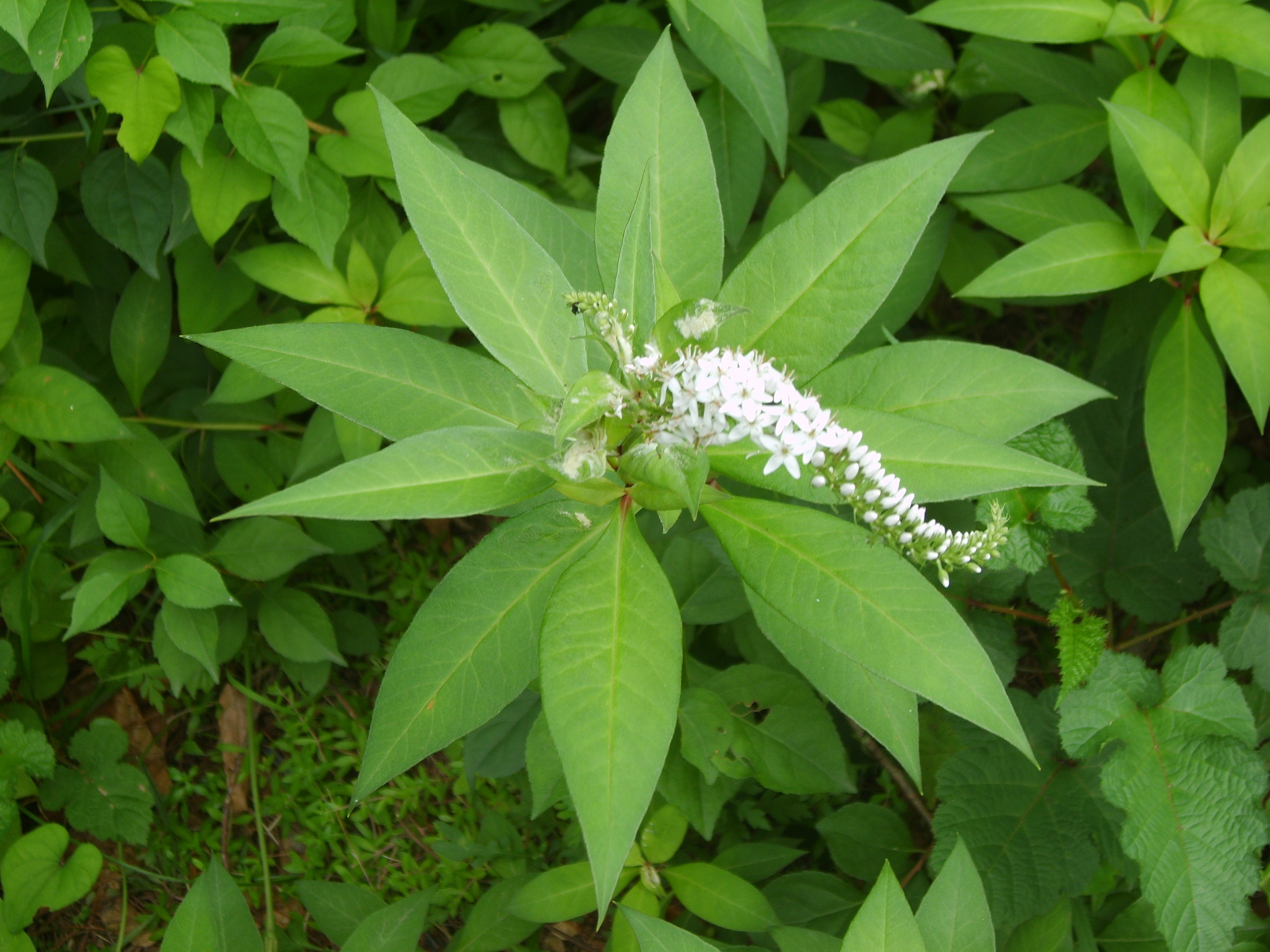
위에서 내려다 본 모습